# شوشولو
شوشولو (ترکی آذربایجانی: Şuşulu) یک منطقهٔ مسکونی در جمهوری آرتساخ است که در استان شوشی واقع شده‌است.